# جوزيبي لورينزو
جوزيبي لورينزو (بالإيطالية: Giuseppe Lorenzo)‏ (27 ديسمبر 1964 بقطنصار في إيطاليا - ) هو لاعب كرة قدم إيطالي في مركز الهجوم. لعب مع نادي بولونيا ونادي بيستويسي ونادي تشيزينا ونادي سامبدوريا ونادي كاتانزارو وASD Città di Foligno 1928 ‏ ونادي تارانتو 1927 ونادي أريتسو ونادي غوبيو وForlì FC ‏ وAS Real Cesenatico ‏.

## وصلات خارجية
- جوزيبي لورينزو على موقع قاعدة بيانات كرة القدم.إي يو (الإنجليزية)
- جوزيبي لورينزو على موقع عالم كرة القدم.نت (الإنجليزية)